# Nana (Mambéré)
Nana er en flod der løber i Den Centralafrikanske Republik.

## Flodens løb
Floden har sine udspring i Yadémassivet, omkring 25 km øst for grænsen til Cameroun og omkring 60 km sydvest for byen Bocaranga i en højde af 1.200 meter. Den løber først sydpå og har et stejlt fald (ca. 500 meter over 100 km, ca. 5 ‰). Så ændrer den sig omkring 50 km vest for byen Bouar, hvor Route Nationale 3 krydser den; Den ændrer retning og bugter sig derfra mod sydøst. 5 kilometer nord for byen Carnot løber den ud i Mambéré.